# Kleiderschere

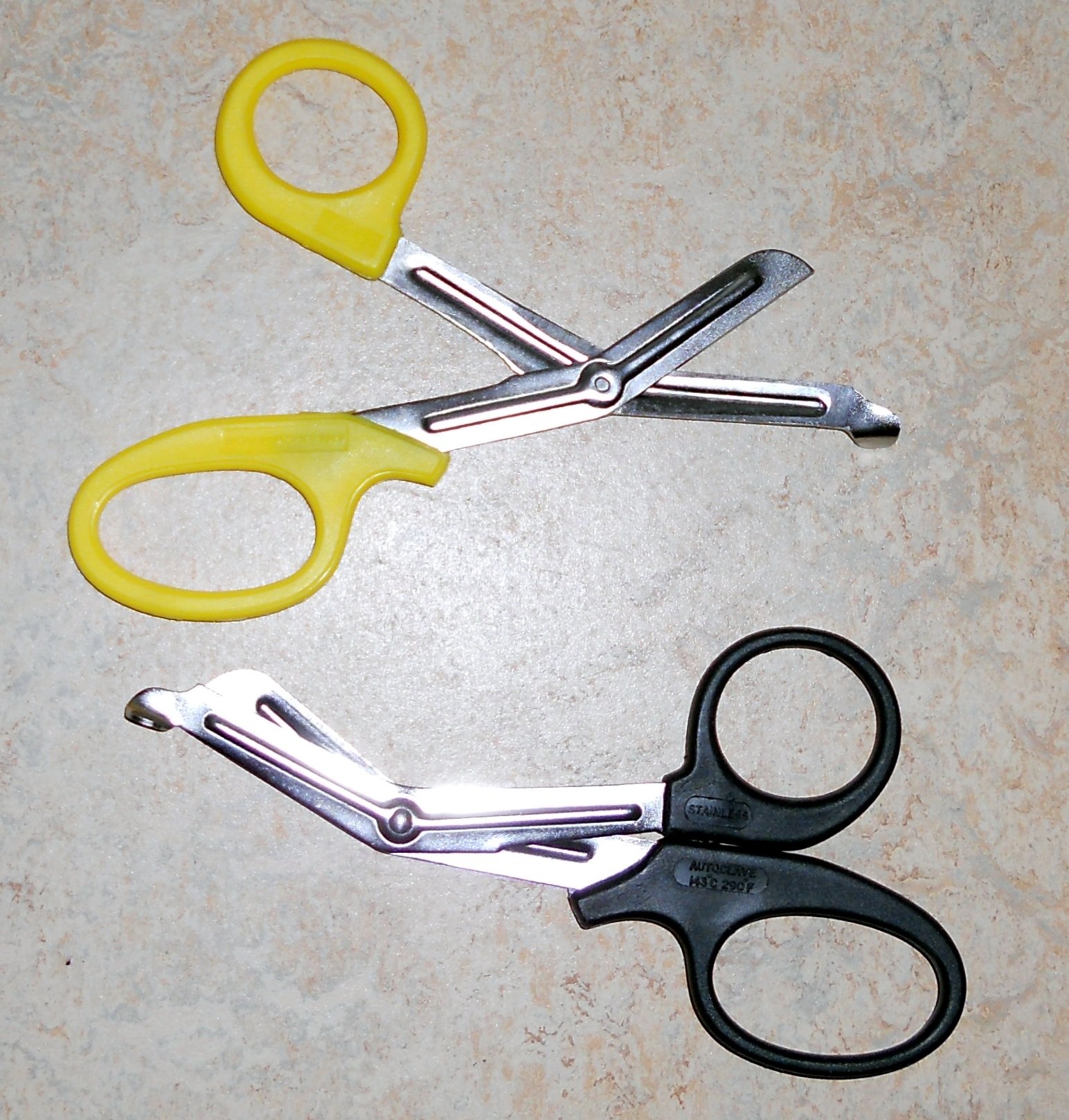
Zwei Kleiderscheren in unterschiedlichen Farben. Bei der oberen geöffneten Schere sind die Sicken in beiden Schenkeln gut sichtbar.

Eine Kleiderschere ist eine Schere, die zur verletzungsfreien Entfernung von Kleidung bei Unfällen geeignet ist.
Ein bekannter Typ wird in der DIN-Norm DIN 58279 – B 190 unter dem Namen Verbandkastenschere beschrieben. Die so genormte Schere ist rostfrei und im Dampfautoklav sterilisierbar. In dieser Form ist sie auch Teil der Füllung der Verbandkästen nach DIN.
Die Schere ist in vielen Belangen an ihren Verwendungszweck angepasst. Die Scherenschenkel sind im Gelenk um fast 45° geknickt und erleichtern so das Auftrennen eng anliegender Kleidung. Die untere Schneide hat ein stumpfes Ende, womit gegen unbeabsichtigte Stichverletzungen geschützt wird. Sie besitzt außerdem einen Sägezahnschliff, was das Herausrutschen des Schnittguts deutlich erschwert. Beide Schenkel sind durch eine Sicke versteift.
Das untere der kunststoffumspritzten Augen der für Bedienung mit der rechten Hand gebauten, abgebildeten Schere ist oval für die Aufnahme von zwei Fingern – Ring- und Mittelfinger – geformt. Etwas vor diesem Griffloch ist noch eine Mulde für den Zeigefinger ausgebildet, sodass dieser gut mitwirken kann. 